# 稲泉連
稲泉 連（いないずみ れん、1979年2月15日 - ）は、日本のノンフィクション作家。

## 概要
東京生まれ。高校中退後、大学入学資格検定を経て早稲田大学に1997年入学、2002年第二文学部を卒業。月刊『文藝春秋』1997年10月号に掲載された『僕が学校を辞めると言った日』により、第59回文藝春秋読者賞受賞。
2005年に『ぼくもいくさに征くのだけれど―竹内浩三の詩と死』で第36回大宅壮一ノンフィクション賞受賞。当時26歳で最年少の受賞者となった。
第21回（1990年）大宅壮一ノンフィクション賞受賞のノンフィクション作家、久田恵は母親であり、親子での受賞は初めてである。

## 著書
- 『僕の高校中退マニュアル』文藝春秋、1998年
- 『僕らが働く理由、働かない理由、働けない理由』文藝春秋、2001年。文春文庫、2007年
- 『ぼくもいくさに征くのだけれど―竹内浩三の詩と死』中央公論新社、2004年。中公文庫、2007年
- 『仕事漂流　就職氷河期世代の「働き方」』プレジデント社、2010年。文春文庫、2013年
- 『命をつないだ道　東北・国道45号線をゆく』新潮社、2012年
  - 『命をつなげ　東日本大震災、大動脈復旧への戦い』新潮文庫、2014年
- 『復興の書店』小学館、2012年。小学館文庫、2014年
- 『ドキュメント豪雨災害　そのとき人は何を見るか』岩波新書、2014年
- 『豊田章男が愛したテストドライバー』小学館、2016年。小学館文庫、2021年
- 『「本をつくる」という仕事』筑摩書房、2017年。ちくま文庫、2020年
- 『アナザー1964　パラリンピック序章』小学館、2020年
- 『こんな家に住んできた　17人の越境者たち』文藝春秋、2019年
- 『宇宙から帰ってきた日本人　日本人宇宙飛行士全12人の証言』文藝春秋、2019年
  - 『日本人宇宙飛行士』ちくま文庫、2023年
- 『廃炉 「敗北の現場」で働く誇り』新潮社、2021年
- 『サーカスの子』講談社、2023年